# Savoia 1908 2024-2025
Questa voce raccoglie le informazioni riguardanti il Savoia 1908 nelle competizioni ufficiali della stagione 2024-2025.

## Stagione
La stagione 2024-2025 è la 102ª stagione sportiva.
Dopo aver disputato il campionato di Eccellenza campana 2023-2024, il 16 giugno 2024 il Savoia si iscrive al campionato di Serie D sfruttando il titolo del Portici, club appartenente alla stessa proprietà, la Casa Reale Holding, che preferisce spostarlo a Torre Annunziata. 

Il raduno societario si è tenuto presso il Virgilio Event & Sport Center di Pozzuoli (NA) dal 23 al 29 luglio, mentre il ritiro si è svolto nella località irpina di Sturno dal 30 luglio al 9 agosto per poi ritornare a Pozzuoli dal 10 al 13 agosto.
La squadra di Campilongo esordisce il 25 agosto sul campo della Sarnese, per il turno preliminare di Coppa Italia Serie D, perdendo per tre reti a zero. Il debutto in campionato è positivo per gli uomini di Campilongo, che si impongono con il risultato di 2-0 sull'Atletico Uri. Il 23 ottobre il Savoia viene sconfitto per 3-1 dal Cassino in un match caratterizzato da una sospensione dello stesso a causa di facinorosi che hanno invaso il terreno di gioco. Tale accaduto ha indotto il giudice sportivo a comminare una squalifica del campo del Savoia e un'ammenda pecuniaria.
L'11 novembre, in seguito alla sconfitta interna per 3-1 rimediata contro l'Olbia, il tecnico Campilongo rassegna le proprie dimissioni. La squadra viene pertanto affidata ad interim al vice allenatore Carmine Marotta. Il 19 novembre viene ufficializzato l'ingaggio dell'ex Pistoiese Domenico Giacomarro. L'esordio del nuovo tecnico avviene il 24 novembre, con il Savoia che ospita la capolista Puteolana pareggiando 1-1. Il 10 dicembre con un bilancio di due pareggi e una sconfitta in tre partite, Giacomarro rassegna le dimissioni e al suo posto viene ingaggiato l'ex Franco Fabiano.
Il debutto di Fabiano coincide col ritorno alla vittoria dopo sette gare, grazie all'1-0 inflitto alla Sarnese. Il 22 dicembre si chiude il girone d'andata, e contestualmente l'anno 2024, del Savoia con la squadra di Fabiano che impatta per 1-1 in casa del Cynthialbalonga, navigando a metà classifica. Il 19 gennaio il Savoia coglie la prima vittoria in trasferta, battendo a domicilio 1-0 l'Ilvamaddalena. Il 23 febbraio viene istituita la "giornata bianca" contro la violenza in vista dell'incontro con la capolista Cassino, che viene sconfitta per 1-0.
Il 4 maggio si conclude il campionato regolare del Savoia che, pur pareggiando internamente per 1-1 col Cynthialbalonga, mantiene il vantaggio sulla Paganese e raggiunge i play-off. La semifinale play-off contro il Gelbison si conclude con la sconfitta per 3-1 da parte degli uomini di Fabiano, che chiudono altresì la stagione.

## Divise e sponsor
Il fornitore tecnico per la stagione 2024-2025 è Legea, mentre lo sponsor ufficiale è cartareale.it.
La maglia casalinga è di colore bianco caratterizzata dal girocollo; al centro presenta una riga sfumata nera, che si ripropone anche sulle spalle e le maniche. Lo sponsor principale è riportato in caratteri minuscoli di colore rosso, quello tecnico è scritto in nero. La maglia da trasferta ha le stesse caratteristiche della prima divisa, ma di colore nero, mentre le strisce sono caratterizzate dalla sfumatura data dai puntini bianchi. Entrambi gli sponsor sono riportati con caratteri di colore bianco.

I pantaloncini sono completamente neri, sia per la prima che per la seconda divisa. Su di essi lo sponsor tecnico è scritto in bianco ed applicato sulla destra, mentre sulla sinistra è presente il logo societario, in egual guisa di quello riportato sulla casacca. Completano la divisa i calzettoni, bianchi per le gare casalinghe, neri per la seconda casacca.
La terza divisa è a tinta unita, sia la maglia che i pantaloncini sono di color blu Savoia.
| Casa | Trasferta | Terza divisa |

## Organigramma societario
Di seguito l'organigramma societario per la stagione 2024-2025:
Area direttiva
- Presidente: Arcangelo Sessa
- Presidente onorario: Emanuele Filiberto di Savoia
- Vice presidente/Consigliere: Francesco Servillo[24]
- Amministratore Delegato/Consigliere: Pino Iodice;[25] Fabio Cecere[26]
- Direttore generale/Consigliere: Raffaele Auriemma[4]
- Chief Operating Officer: Pierangelo Romano[27]

Area organizzativa
- Segretario: Rosario Lepre

Area comunicazione
- Responsabile: Ernesto Limito
- Graphic designer: Mattia Meo
- Fotografi: Antonio Vista e Angelo Vista

Area marketing
- Responsabile: Sabrina Sabatinelli
- Responsabile marketing: Bruno Ausiello Sisto

Area sportiva
- Direttore sportivo: Emanuele Calaiò
- Team manager: Eugenio Galasso
- Addetto agli arbitri: Erminio Esposito

Area tecnica
- Allenatore: Salvatore Campilongo[1]; Carmine Marotta[28]; Domenico Giacomarro[2]; Franco Fabiano[3]
- Allenatore in seconda: Carmine Marotta[4]; Antonio Barbera[3]
- Responsabile: Paolo Filosa
- Preparatore dei portieri: Vincenzo Improta[29]
- Vice preparatore dei portieri: Pierluigi Sorrentino
- Preparatore atletico: Crescenzo Noviello
- Responsabile magazzino: Ciro Valente

Area sanitaria
- Medico sociale: Giuseppe Basile e Alfonso Ciniglio
- Responsabile massaggiatori: Andrea Vecchione
- Massaggiatori: Emanuele Vitter e Antonio Cardenia

## Rosa

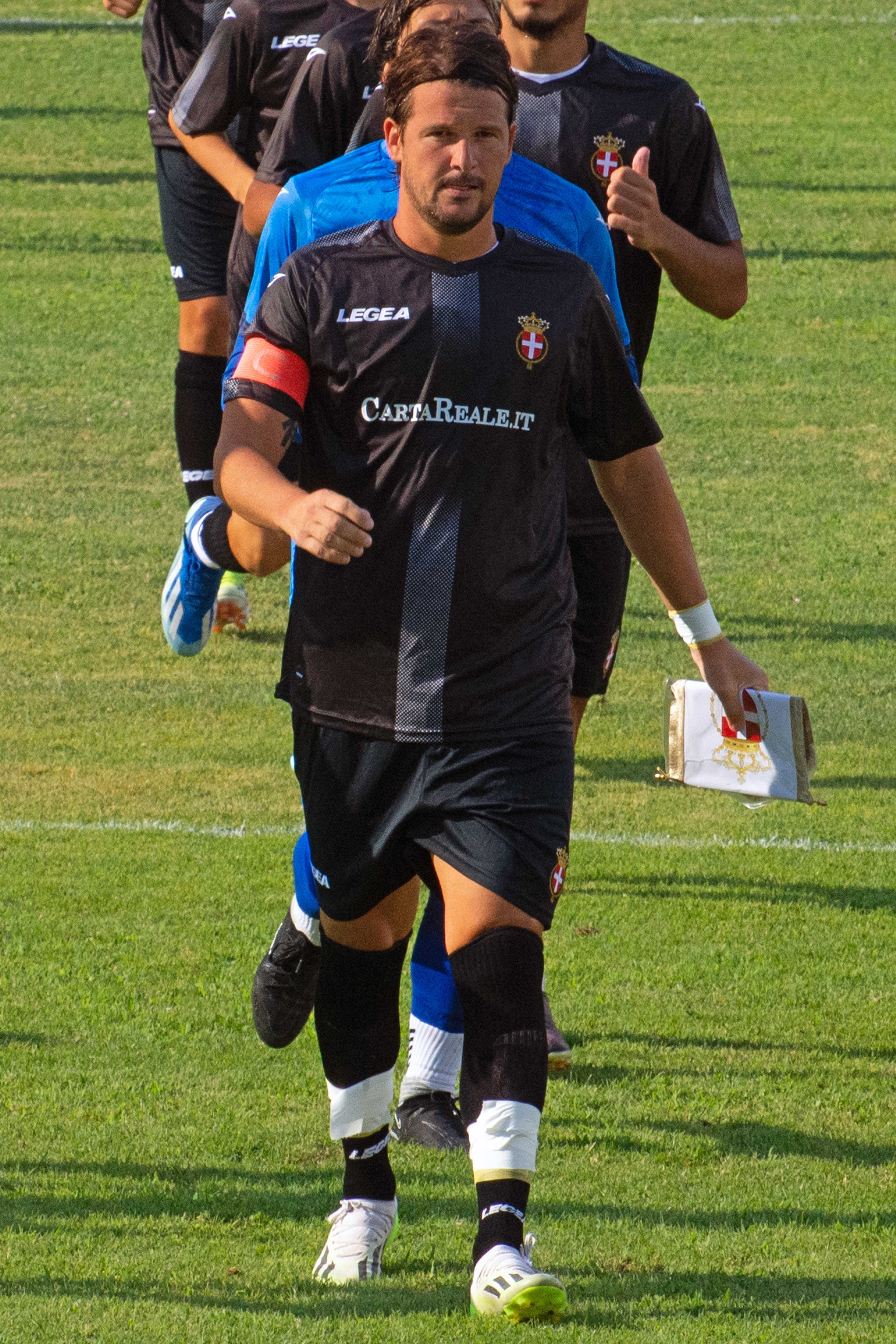
Riccardo Maniero, capitano e goleador del Savoia con 17 reti stagionali, nonché calciatore più presente con 34 gare disputate

Rosa della stagione 2024-2025.
| N. |                    | Ruolo | Calciatore                       |
| -- | ------------------ | ----- | -------------------------------- |
| 1  | Italia (bandiera)  | P     | Bernardino D'Agostino            |
| 1  | Italia (bandiera)  | P     | Luciano Borrelli                 |
| 2  | Italia (bandiera)  | D     | Giuseppe Bitonto                 |
| 3  | Italia (bandiera)  | D     | Mattia Passaro                   |
| 4  | Italia (bandiera)  | C     | Giuseppe La Monica               |
| 5  | Italia (bandiera)  | D     | Francesco Crivellini             |
| 5  | Italia (bandiera)  | D     | Alessio Pellegrini               |
| 6  | Italia (bandiera)  | D     | Domenico Orta                    |
| 7  | Italia (bandiera)  | C     | Alessio Iadelisi                 |
| 7  | Brasile (bandiera) | A     | Ryan Luka                        |
| 8  | Italia (bandiera)  | C     | Giacomo Mengoli                  |
| 8  | Italia (bandiera)  | C     | Ciro Borrelli                    |
| 9  | Italia (bandiera)  | A     | Antonio Negro                    |
| 10 | Italia (bandiera)  | A     | Carlo Cavallo                    |
| 10 | Italia (bandiera)  | A     | Antonio Messina                  |
| 11 | Italia (bandiera)  | A     | Domenico Musella                 |
| 12 | Italia (bandiera)  | P     | Raffaele Montoro                 |
| 13 | Italia (bandiera)  | D     | Salvatore Giglio (vice capitano) |
| 15 | Italia (bandiera)  | A     | Giuseppe Lauria                  |
| 17 | Italia (bandiera)  | C     | Domenico Russo                   |
| 18 | Italia (bandiera)  | C     | Aldo Bezzon                      |
| 19 | Italia (bandiera)  | A     | Riccardo Maniero (capitano)      |

| N. |                    | Ruolo | Calciatore                     |
| -- | ------------------ | ----- | ------------------------------ |
| 20 | Italia (bandiera)  | D     | Alessandro Celli               |
| 21 | Italia (bandiera)  | D     | Vincenzo Onda                  |
| 22 | Italia (bandiera)  | P     | Diego Santino                  |
| 23 | Italia (bandiera)  | C     | Roberto Del Mondo              |
| 24 | Italia (bandiera)  | A     | Alessandro Paudice             |
| 26 | Italia (bandiera)  | D     | Mattia Marisei                 |
| 27 | Italia (bandiera)  | D     | Pio Schiavi                    |
| 28 | Italia (bandiera)  | C     | Vincenzo Franci                |
| 30 | Italia (bandiera)  | C     | Pasquale Iaccarino             |
| 32 | Italia (bandiera)  | A     | Francesco Intinacelli          |
| 33 | Italia (bandiera)  | C     | Luigi Oriano                   |
| 64 | Camerun (bandiera) | D     | Larry Clark Guifo Bogne        |
| 68 | Francia (bandiera) | C     | Matiss Sellaf                  |
| 77 | Italia (bandiera)  | A     | Sonny Di Guida                 |
| 77 | Italia (bandiera)  | A     | Luca Quirino                   |
| 88 | Italia (bandiera)  | A     | Andrea Fiasco                  |
| 93 | Italia (bandiera)  | C     | Alfonso Della Vecchia          |
| 98 | Italia (bandiera)  | A     | Alessandro Viotti              |
| 99 | Italia (bandiera)  | P     | Nicola Pellino                 |
|    | Italia (bandiera)  | D     | Matteo Pellegrini              |
|    | Francia (bandiera) | A     | Mohamed Djilali Ghomari Wissam |

## Calciomercato

### Sessione estiva(dall'1/07 al 30/09)
| Acquisti         | Acquisti                | Acquisti               | Acquisti   |
| R.               | Nome                    | da                     | Modalità   |
| ---------------- | ----------------------- | ---------------------- | ---------- |
| P                | Bernardino D'Agostino   | Pompei                 | definitivo |
| P                | Diego Santino           | Ercolanese             | definitivo |
| D                | Giuseppe Bitonto        | Virtus Francavilla     | definitivo |
| D                | Alessandro Celli        | Casarano               | definitivo |
| D                | Francesco Crivellini    | Aurelia Antico Aurelio | definitivo |
| D                | Larry Clark Guifo Bogne | Montebelluna           | definitivo |
| D                | Mattia Marisei          | Turris                 | definitivo |
| D                | Vincenzo Onda           | Gladiator              | definitivo |
| D                | Pio Schiavi             | Portici                | definitivo |
| C                | Aldo Bezzon             | Audace Cerignola       | definitivo |
| C                | Roberto Del Mondo       | Juve Stabia            | prestito   |
| C                | Alfonso Della Vecchia   | Cassino                | definitivo |
| C                | Vincenzo Franci         | Turris                 | definitivo |
| C                | Giacomo Mengoli         | Fasano                 | definitivo |
| C                | Domenico Russo          | Portici                | definitivo |
| C                | Matiss Sellaf           | Portici                | definitivo |
| A                | Carlo Cavallo           | Messina                | definitivo |
| A                | Andrea Fiasco           | Turris                 | definitivo |
| A                | Riccardo Maniero        | Turris                 | definitivo |
| A                | Antonio Negro           | Castel Volturno        | definitivo |
| A                | Manuel Vassiliadis      | Virtus Avellino        | definitivo |
| A                | Alessandro Viotti       | AEK Atene              | definitivo |
| Altre operazioni |                         |                        |            |
| R.               | Nome                    | da                     | Modalità   |
| D                | Ali-Mohamed Khelil Safi | Portici                | definitivo |
| D                | Domenico Orta           | Portici                | definitivo |

| Cessioni         | Cessioni                       | Cessioni  | Cessioni      |
| R.               | Nome                           | a         | Modalità      |
| ---------------- | ------------------------------ | --------- | ------------- |
| P                | Salvatore Belardo              |           | svincolato    |
| P                | Ciro Bellarosa                 |           | svincolato    |
| D                | Piersilvio Acampora            |           | svincolato    |
| D                | Mattia Aceti                   | Casertana | fine prestito |
| D                | Valerio Di Lorenzo             |           | svincolato    |
| D                | Michele Girardi                |           | svincolato    |
| D                | Ali-Mohamed Khelil Safi        |           | svincolato    |
| D                | Carmine Vivolo                 |           | svincolato    |
| C                | Alessandro Caruso              |           | svincolato    |
| C                | Raffaele D'Angelo              |           | svincolato    |
| C                | Giuseppe Delle Curti           | Portici   | fine prestito |
| C                | Marcello Di Palma              |           | svincolato    |
| C                | Vincenzo Imbimbo               |           | svincolato    |
| C                | Vincenzo Masi                  |           | svincolato    |
| A                | Francesco Baietti              |           | svincolato    |
| A                | Giuseppe Manna                 |           | svincolato    |
| A                | Ismael Moussa                  |           | svincolato    |
| A                | Mariano Petricciuolo           |           | svincolato    |
| A                | Antonio Romeo                  |           | svincolato    |
| A                | Manuel Vassiliadis             |           | svincolato    |
| A                | Mohamed Djilali Ghomari Wissam |           | svincolato    |
| Altre operazioni |                                |           |               |
| R.               | Nome                           | da        | Modalità      |
| D                | Ali-Mohamed Khelil Safi        | Portici   | fine prestito |
| D                | Domenico Orta                  | Portici   | fine prestito |

### Operazioni esterne alle finestre di calciomercato
| Acquisti | Acquisti              | Acquisti       | Acquisti |
| R.       | Nome                  | da             | Modalità |
| -------- | --------------------- | -------------- | -------- |
| D        | Salvatore Giglio      | Vogherese      | gratuito |
| C        | Giuseppe La Monica    | Fidelis Andria | gratuito |
| C        | Giuseppe Lauria       | Pistoiese      | gratuito |
| C        | Luigi Oriano          | Ilvamaddalena  | gratuito |
| A        | Francesco Intinacelli | Sarnese        | gratuito |

| Cessioni | Cessioni             | Cessioni       | Cessioni   |
| R.       | Nome                 | a              | Modalità   |
| -------- | -------------------- | -------------- | ---------- |
| D        | Francesco Crivellini |                | svincolato |
| C        | Alessio Iadelisi     | Sant'Anastasia | gratuito   |
| A        | Alessandro Viotti    | Avezzano       | gratuito   |

### Sessione invernale(dal 3/12 al 18/12)
| Acquisti | Acquisti           | Acquisti               | Acquisti   |
| R.       | Nome               | da                     | Modalità   |
| -------- | ------------------ | ---------------------- | ---------- |
| P        | Luciano Borrelli   | Angri                  | definitivo |
| P        | Nicola Pellino     | Nola                   | definitivo |
| D        | Alessio Pellegrini | Cittadella             | prestito   |
| D        | Matteo Pellegrini  | Isernia                | definitivo |
| C        | Ciro Borrelli      | Napoli                 | prestito   |
| C        | Pasquale Iaccarino | Pineto                 | prestito   |
| A        | Ryan Luka          | Samgurali Ts'q'alt'ubo | definitivo |
| A        | Antonio Messina    | Angri                  | definitivo |
| A        | Luca Quirino       | Ischia                 | definitivo |

| Cessioni | Cessioni              | Cessioni              | Cessioni   |
| R.       | Nome                  | a                     | Modalità   |
| -------- | --------------------- | --------------------- | ---------- |
| P        | Bernardino D'Agostino | Pompei                | definitivo |
| P        | Diego Santino         | Sant'Anastasia        | definitivo |
| D        | Vincenzo Onda         | Ischia                | definitivo |
| D        | Mattia Passaro        | Aurora Alto Casertano | definitivo |
| C        | Giacomo Mengoli       | Nardo                 | definitivo |
| C        | Luigi Oriano          | Atletico Lodigiani    | definitivo |
| A        | Carlo Cavallo         | Matera                | definitivo |
| A        | Alfonso Della Vecchia | Battipagliese         | definitivo |
| A        | Sonny Di Guida        |                       | svincolato |
| A        | Francesco Intinacelli | Notaresco             | definitivo |
| A        | Domenico Musella      | Angri                 | definitivo |

## Risultati

### Serie D

#### Girone di andata
| Arbitro: | Abu Ruqa (Roma 2) |

|                         |           |  |
| Sellaf 31’ Di Guida 60’ | Marcatori |  |

| Arbitro: | Aurisano (Campobasso) |

|                  |           |  |
| Isaac 61’ (rig.) | Marcatori |  |

| Arbitro: | Prencipe (Tivoli) |

|                         |           |              |
| Sellaf 14’ Fiasco 90+6’ | Marcatori | 42’ Blažević |

| Arbitro: | Papagno (Roma) |

|          |           |             |
| Loru 23’ | Marcatori | 49’ Maniero |

| Arbitro: | Branzoni (Mestre) |

|           |           |  |
| Negro 37’ | Marcatori |  |

| Arbitro: | Giordano (Matera) |

|                |           |  |
| Bartoletti 79’ | Marcatori |  |

| Arbitro: | Menozzi (Treviso) |

|                      |           |                |
| Orta 55’ Maniero 76’ | Marcatori | 28’ Maledandri |

| Arbitro: | Galiffi (Alghero) |

|                                   |           |           |
| Abreu 9’, 19’ (rig.) Onesto 90+4’ | Marcatori | 35’ Negro |

| Arbitro: | Tassano (Chiavari) |

|                       |           |  |
| Maniero 12’ Negro 85’ | Marcatori |  |

| Arbitro: | Gervasi (Cosenza) |

|                                     |           |            |
| Crescenzo 5’ Mattia 48’ Lorusso 70’ | Marcatori | 39’ Fiasco |

| Arbitro: | Marinoni (Lodi) |

|                      |           |                               |
| Maniero 45+5’ (rig.) | Marcatori | 11’ Costanzo 31’, 41’ Furtado |

| Roma 17 novembre 2024, ore 14:30 12ª giornata | Atletico Lodigiani  | 0 – 0 referto | Savoia | Campo Francesca Gianni (500 spett.)\| Arbitro: \| Merlino (Pontedera) \| |
| Arbitro:                                      | Merlino (Pontedera) |               |        |                                                                          |

| Arbitro: | Leorsini (Terni) |

|           |           |           |
| Negro 57’ | Marcatori | 34’ Palma |

| Tertenia 1º dicembre 2024, ore 14:30 14ª giornata | COS Sarrabus Ogliastra | 0 – 0 referto | Savoia | Stadio comunale Is Arranas\| Arbitro: \| Artini (Firenze) \| |
| Arbitro:                                          | Artini (Firenze)       |               |        |                                                              |

| Arbitro: | Lascaro (Matera) |

|                 |           |                   |
| Dorato 11’, 42’ | Marcatori | 9’ (rig.) Maniero |

| Arbitro: | Dasso (Genova) |

|                    |           |  |
| Maniero 59’ (rig.) | Marcatori |  |

| Arbitro: | Moncalvo (Collegno) |

|                       |           |             |
| Ingretolli 57’ (rig.) | Marcatori | 31’ Maniero |

#### Girone di ritorno
| Arbitro: | Giordani (Aprilia) |

|              |           |  |
| De Cenco 88’ | Marcatori |  |

| Arbitro: | Testaì (Catania) |

|  |           |             |
|  | Marcatori | 45’ Dambros |

| Arbitro: | Aka Iheukwumere (L'Aquila) |

|  |           |           |
|  | Marcatori | 64’ Negro |

| Arbitro: | Scicolone (San Donà di Piave) |

|                                          |           |  |
| Iaccarino 27’ Borrelli 30’ Maniero 45+2’ | Marcatori |  |

| Arbitro: | Barbetti (Arezzo) |

|                                                                     |           |            |
| Calì 23’ Spinosa 26’ Tounkara 35’ Calzone 48’ Rossi 67’ (rig.), 88’ | Marcatori | 83’ Giglio |

| Arbitro: | Mirri (Savona) |

|                                                      |           |               |
| Maniero 9’ (rig.), 66’ Pompei 36’ (aut.) Negro 90+6’ | Marcatori | 55’ Sirignano |

| Arbitro: | Bruschi (Ferrara) |

|                          |           |                         |
| Napoleoni 26’ Ansini 37’ | Marcatori | 32’ Maniero 90’ Schiavi |

| Arbitro: | Palmieri (Brindisi) |

|           |           |  |
| Negro 66’ | Marcatori |  |

| Arbitro: | Velocci (Frosinone) |

|  |           |                     |
|  | Marcatori | 27’ Negro 67’ Celli |

| Arbitro: | Giannì (Reggio Emilia) |

|                                |           |  |
| Maniero 31’ Messina 67’, 90+4’ | Marcatori |  |

| Arbitro: | Papi (Prato) |

|  |           |               |
|  | Marcatori | 45+1’ Messina |

| Arbitro: | Vigo (Lodi) |

|                                       |           |          |
| Negro 57’ Guifo Bogne 73’ Messina 84’ | Marcatori | 31’ Sini |

| Quarto Flegreo 6 aprile 2025, ore 15:00 30ª giornata | Puteolana             | 0 – 0 referto | Savoia | Stadio Giarrusso\| Arbitro: \| Petraglione (Termoli) \| |
| Arbitro:                                             | Petraglione (Termoli) |               |        |                                                         |

| Arbitro: | Spina (Barletta) |

|               |           |            |
| Maniero 90+3’ | Marcatori | 66’ Romano |

| Arbitro: | Costa (Busto Arsizio) |

|                       |           |  |
| Negro 56’ Maniero 73’ | Marcatori |  |

| Arbitro: | Vazzano (Catania) |

|            |           |                                      |
| De Nova 8’ | Marcatori | 64’ (rig.), 67’ Maniero 90+2’ Fiasco |

| Arbitro: | Zangara (Catanzaro) |

|           |           |           |
| Negro 56’ | Marcatori | 23’ Lusha |

#### Play-off
| Arbitro: | Piccolo (Pordenone) |

|                                     |           |             |
| Croce 43’ (rig.), 53’ Dambros 90+4’ | Marcatori | 57’ Maniero |

### Coppa Italia

#### Turni eliminatori
| Arbitro: | Ambrosino (Nola) |

|                                     |           |  |
| Uliano 45+2’ Lagzir 62’ Iannone 75’ | Marcatori |  |

## Statistiche

### Statistiche di squadra
| Competizione         | Punti | In casa | In casa | In casa | In casa | In casa | In casa | In trasferta | In trasferta | In trasferta | In trasferta | In trasferta | In trasferta | Totale | Totale | Totale | Totale | Totale | Totale | DR  |
| Competizione         | Punti | G       | V       | N       | P       | Gf      | Gs      | G            | V            | N            | P            | Gf           | Gs           | G      | V      | N      | P      | Gf     | Gs     | DR  |
| -------------------- | ----- | ------- | ------- | ------- | ------- | ------- | ------- | ------------ | ------------ | ------------ | ------------ | ------------ | ------------ | ------ | ------ | ------ | ------ | ------ | ------ | --- |
| Serie D              | 57    | 17      | 12      | 3       | 2       | 30      | 11      | 17           | 4            | 6            | 7            | 15           | 22           | 34     | 16     | 9      | 9      | 45     | 33     | +12 |
| Play-off             | -     | -       | -       | -       | -       | -       | -       | 1            | 0            | 0            | 1            | 1            | 3            | 1      | 0      | 0      | 1      | 1      | 3      | -2  |
| Coppa Italia Serie D | -     | -       | -       | -       | -       | -       | -       | 1            | 0            | 0            | 1            | 0            | 3            | 1      | 0      | 0      | 1      | 0      | 3      | -3  |
| Totale               | -     | 17      | 12      | 3       | 2       | 30      | 11      | 19           | 4            | 6            | 9            | 16           | 28           | 36     | 16     | 9      | 11     | 46     | 39     | +7  |

### Andamento in campionato
| Giornata  | 1 | 2 | 3 | 4 | 5 | 6 | 7 | 8 | 9 | 10 | 11 | 12 | 13 | 14 | 15 | 16 | 17 | 18 | 19 | 20 | 21 | 22 | 23 | 24 | 25 | 26 | 27 | 28 | 29 | 30 | 31 | 32 | 33 | 34 |
| --------- | - | - | - | - | - | - | - | - | - | -- | -- | -- | -- | -- | -- | -- | -- | -- | -- | -- | -- | -- | -- | -- | -- | -- | -- | -- | -- | -- | -- | -- | -- | -- |
| Luogo     | C | T | C | T | C | T | C | T | C | T  | C  | T  | C  | T  | T  | C  | T  | T  | C  | T  | C  | T  | C  | T  | C  | T  | C  | T  | C  | T  | C  | C  | T  | C  |
| Risultato | V | P | V | N | V | P | V | P | V | P  | P  | N  | N  | N  | P  | V  | N  | P  | P  | V  | V  | P  | V  | N  | V  | V  | V  | V  | V  | N  | N  | V  | V  | N  |
| Posizione | 3 | 8 | 6 | 5 | 5 | 7 | 5 | 7 | 6 | 7  | 10 | 10 | 9  | 10 | 11 | 8  | 9  | 9  | 10 | 9  | 9  | 11 | 8  | 8  | 8  | 8  | 8  | 6  | 6  | 6  | 6  | 6  | 5  | 5  |

Legenda:

Luogo: C = Casa; T = Trasferta. Risultato: V = Vittoria; N = Pareggio; P = Sconfitta.

### Statistiche dei giocatori
Sono in corsivo i calciatori che hanno lasciato la società a stagione in corso.
| Giocatore        | Serie D  | Serie D | Serie D     | Serie D    | Coppa Italia Serie D | Coppa Italia Serie D | Coppa Italia Serie D | Coppa Italia Serie D | Totale   | Totale | Totale      | Totale     |
| Giocatore        | Presenze | Reti    | Ammonizioni | Espulsioni | Presenze             | Reti                 | Ammonizioni          | Espulsioni           | Presenze | Reti   | Ammonizioni | Espulsioni |
| ---------------- | -------- | ------- | ----------- | ---------- | -------------------- | -------------------- | -------------------- | -------------------- | -------- | ------ | ----------- | ---------- |
| A. Bezzon        | 31+1     | 0       | 5           | 0          | 1                    | 0                    | 0                    | 0                    | 33       | 0      | 5           | 0          |
| G. Bitonto       | 29+1     | 0       | 6           | 0          | 0                    | 0                    | 0                    | 0                    | 30       | 0      | 6           | 0          |
| C. Borrelli      | 11+1     | 1       | 2           | 0          | -                    | -                    | -                    | -                    | 12       | 1      | 2           | 0          |
| L. Borrelli      | 0        | -0      | 0           | 0          | -                    | -                    | -                    | -                    | 0        | -0     | 0           | 0          |
| C. Cavallo       | 10       | 0       | 0           | 0          | 1                    | 0                    | 0                    | 0                    | 11       | 0      | 0           | 0          |
| A. Celli         | 30+1     | 1       | 6           | 0          | 0                    | 0                    | 0                    | 0                    | 31       | 1      | 6           | 0          |
| F. Crivellini    | 3        | 0       | 0           | 0          | 1                    | 0                    | 0                    | 0                    | 4        | 0      | 0           | 0          |
| B. D'Agostino    | 20       | -20     | 3           | 0          | 1                    | -3                   | 0                    | 0                    | 21       | -23    | 3           | 0          |
| R. Del Mondo     | 25       | 0       | 5           | 1          | 0                    | 0                    | 0                    | 0                    | 25       | 0      | 5           | 1          |
| A. Della Vecchia | 5        | 0       | 1           | 0          | 1                    | 0                    | 0                    | 0                    | 6        | 0      | 1           | 0          |
| S. Di Guida      | 5        | 1       | 0           | 0          | 1                    | 0                    | 0                    | 0                    | 6        | 1      | 0           | 0          |
| A. Fiasco        | 22+1     | 3       | 1           | 0          | 0                    | 0                    | 0                    | 0                    | 23       | 3      | 1           | 0          |
| V. Franci        | 1        | 0       | 0           | 0          | 0                    | 0                    | 0                    | 0                    | 1        | 0      | 0           | 0          |
| S. Giglio        | 18       | 2       | 2           | 0          | -                    | -                    | -                    | -                    | 18       | 2      | 2           | 0          |
| L. Guifo Bogne   | 27+1     | 0       | 4           | 1          | 1                    | 0                    | 0                    | 0                    | 29       | 0      | 4           | 1          |
| P. Iaccarino     | 12+1     | 1       | 2           | 0          | -                    | -                    | -                    | -                    | 13       | 1      | 2           | 0          |
| A. Iadelisi      | 0        | 0       | 0           | 0          | 1                    | 0                    | 0                    | 0                    | 1        | 0      | 0           | 0          |
| F. Intinacelli   | 5        | 0       | 0           | 0          | -                    | -                    | -                    | -                    | 5        | 0      | 0           | 0          |
| G. La Monica     | 19+1     | 0       | 3+1         | 0          | -                    | -                    | -                    | -                    | 20       | 0      | 4           | 0          |
| G. Lauria        | 14       | 0       | 0           | 0          | -                    | -                    | -                    | -                    | 14       | 0      | 0           | 0          |
| R. Luka          | 2        | 0       | 0           | 0          | -                    | -                    | -                    | -                    | 2        | 0      | 0           | 0          |
| R. Maniero       | 32+1     | 16+1    | 8           | 0          | 1                    | 0                    | 0                    | 0                    | 34       | 17     | 8           | 0          |
| M. Marisei       | 7        | 0       | 1           | 0          | 0                    | 0                    | 0                    | 0                    | 7        | 0      | 1           | 0          |
| G. Mengoli       | 8        | 0       | 2           | 0          | 0                    | 0                    | 0                    | 0                    | 8        | 0      | 2           | 0          |
| A. Messina       | 17+1     | 4       | 2           | 0          | -                    | -                    | -                    | -                    | 18       | 4      | 2           | 0          |
| R. Montoro       | 0        | -0      | 0           | 0          | 0                    | -0                   | 0                    | 0                    | 0        | -0     | 0           | 0          |
| D. Musella       | 4        | 0       | 0           | 0          | 0                    | 0                    | 0                    | 0                    | 4        | 0      | 0           | 0          |
| A. Negro         | 26+1     | 11      | 2           | 0          | 1                    | 0                    | 0                    | 0                    | 28       | 11     | 2           | 0          |
| V. Onda          | 7        | 0       | 0           | 0          | 1                    | 0                    | 0                    | 0                    | 8        | 0      | 0           | 0          |
| L. Oriano        | 3        | 0       | 0           | 0          | -                    | -                    | -                    | -                    | 3        | 0      | 0           | 0          |
| D. Orta          | 17       | 1       | 3           | 1          | 1                    | 0                    | 0                    | 0                    | 18       | 1      | 3           | 1          |
| M. Passaro       | 8        | 0       | 2           | 0          | 0                    | 0                    | 0                    | 0                    | 8        | 0      | 2           | 0          |
| A. Paudice       | 5        | 0       | 0           | 0          | 1                    | 0                    | 0                    | 0                    | 6        | 0      | 0           | 0          |
| A. Pellegrini    | 2        | 0       | 0           | 0          | -                    | -                    | -                    | -                    | 2        | 0      | 0           | 0          |
| M. Pellegrini    | 1        | 0       | 0           | 0          | -                    | -                    | -                    | -                    | 1        | 0      | 0           | 0          |
| N. Pellino       | 14+1     | -13+-3  | 0           | 0          | -                    | -                    | -                    | -                    | 15       | -16    | 0           | 0          |
| L. Quirino       | 10+1     | 0       | 0           | 0          | -                    | -                    | -                    | -                    | 11       | 0      | 0           | 0          |
| D. Russo         | 23+1     | 0       | 4           | 0          | 1                    | 0                    | 0                    | 0                    | 25       | 0      | 4           | 0          |
| D. Santino       | 1        | -0      | 0           | 0          | 0                    | -0                   | 0                    | 0                    | 1        | -0     | 0           | 0          |
| P. Schiavi       | 24+1     | 1       | 3           | 0          | 1                    | 0                    | 0                    | 0                    | 26       | 1      | 3           | 0          |
| M. Sellaf        | 25+1     | 2       | 8+2         | 0+1        | 0                    | 0                    | 0                    | 0                    | 26       | 2      | 10          | 1          |
| A. Viotti        | 1        | 0       | 0           | 0          | 0                    | 0                    | 0                    | 0                    | 1        | 0      | 0           | 0          |
| M. Wissam        | -        | -       | -           | -          | 1                    | 0                    | 0                    | 0                    | 1        | 0      | 0           | 0          |

## Giovanili

### Organigramma
Di seguito l'organigramma societario per la stagione 2024-2025
Area direttiva
- Team manager: Antonio Petrone
- Presidente settore giovanile e Academy: Lucio D'Avino
- Dirigente settore giovanile: Rosario Lepre
- Comunicazione Academy: Bruno Ausiello Sisto
- Gestione amministrativa Academy: Salvatore Apicella

Area tecnica
- Responsabile: Giuseppe Lepre
  - Juniores nazionale
    - Allenatore: Giuseppe Lepre

  - Under 18
    - Allenatore: Francesco Eremita